# Strattanville
Strattanville est un borough situé au centre du comté de Clarion, en Pennsylvanie, aux États-Unis,. En 2010, il comptait une population de 550 habitants. Il est incorporé en 1850.

## Démographie
Lors du recensement de 2010, le borough comptait une population de 550 habitants. Elle est estimée, en 2019, à 533 habitants.

### Source de la traduction
- (en) Cet article est partiellement ou en totalité issu de l’article de Wikipédia en anglais intitulé « Strattanville, Pennsylvania » (voir la liste des auteurs).